# Кезмарк
Кезмарк (пол. Kiezmark) — село в Польщі, у гміні Цедри-Великі Ґданського повіту Поморського воєводства.
Населення — 419 осіб (2011).
У 1975-1998 роках село належало до Гданського воєводства.

## Демографія
Демографічна структура станом на 31 березня 2011 року:
|          | Загалом | Допрацездатний вік | Працездатний вік | Постпрацездатний вік |
| -------- | ------- | ------------------ | ---------------- | -------------------- |
| Чоловіки | 216     | 57                 | 147              | 12                   |
| Жінки    | 203     | 38                 | 133              | 32                   |
| Разом    | 419     | 95                 | 280              | 44                   |